# Wojciech Stachurski
Wojciech Adam Stachurski (ur. 23 maja 1955 w Kielcach, zm. 15 grudnia 2020 w Chęcinach) – polski autor tekstów, kompozytor, muzyk, producent muzyczny, scenarzysta. Członek zwyczajny Stowarzyszenia Autorów ZAiKS, sekcji kompozytorskiej i małych form literackich. Laureat Nagrody Miasta Kielce. Zdobywca trzech złotych płyt i jednej platynowej.
Absolwent Wyższej Szkoły Pedagogicznej w Kielcach. Autor ponad 500 tekstów piosenek oraz muzyki, które znalazły się na ponad 100 wydawnictwach fonograficznych. W ciągu pracy zawodowej związany między innymi z Kieleckim Centrum Kultury, Wojewódzkim Domem Kultury w Kielcach, Telewizją Polsat oraz redakcją Echa Dnia i Telewizji Kablowej Kielce. Wieloletni wiceprezes Kieleckiego Klubu Jazzowego. Ojciec Michała Stachurskiego, perkusisty zespołu Mafia, kuzyn strzelca sportowego Rajmunda Stachurskiego. Ze strony żony skoligacony z rodziną Jarońskich.
Zmarł 15 grudnia 2020 na COVID-19 chęcińskim Wojewódzkim Szpitalu Specjalistycznym im. Św. Rafała w Czerwonej Górze w czasie światowej epidemii tej choroby. Został pochowany na cmentarzu parafii Przemienienia Pańskiego na kieleckim Białogonie.

## U Ojca
Przez ponad 40 lat Wojciech Stachurski kierował założonym wraz ze studiującym w Kielcach radomskim muzykiem Sylwestrem Hernikiem zespołem U Ojca.

### Ostatni skład
- Wojciech Stachurski – instrumenty klawiszowe
- Magdalena Nowaczek – śpiew
- Jerzy Dudek – gitara stalowa
- Paweł Borycki – gitara
- Grzegorz „MacGregor” Majcher – gitara basowa
- Michał Stachurski – perkusja

### Byli muzycy
- Sylwester Hernik – gitara basowa
- Maria Mistur – śpiew
- Alicja Białek – śpiew
- Jolanta Zając – skrzypce, śpiew
- Grzegorz Zwierzchowski – gitara
- Aleksander Porzucek – mandolina
- Waldemar Mikołajczak – perkusja
- Mirosław Szumilas – gitara basowa
- Zbigniew Swat – instrumenty klawiszowe
- Krzysztof Stanik – gitara
- Wiktor Zwierzchowski – gitara akustyczna, śpiew
- Anna Zwierzchowska – śpiew

### Muzycy współpracujący
- Włodzimierz Kiniorski – saksofon
- Serandis Juwanudis – perkusja
- Jan Cichoń – perkusja
- Jerzy Piaskowski – instrumenty klawiszowe
- Martyna Sieradzan – śpiew
- Ewa Bocheńska – śpiew
- Michał Sieradzan – gitara basowa
- Tomasz Kopyciński - instrumenty klawiszowe, aranżacja

## Dyskografia

### Solowa
- Wojciech Stachurski / Wojciech Dróżdż – Świat niekompletny (2019)
- Suita świętokrzyska: wrota czasu (2000)
- Suita świętokrzyska: wrota czasu, część II (2006)
- Chicholudki (2016) (bajka muzyczna)

### U Ojca
- U Ojca – Grająca szafa (2010)
- U Ojca – Country Bunkier Boba (2013)
- U Ojca – U Ojca (2014) (nagrania archiwalne z lat 1978-1983)
- U Ojca – Płacz i śmiech (2015)
- U Ojca - Taka historia (2017)